# Diecezja Bathurst (Kanada)
Diecezja Bathurst (łac. Diœcesis Bathurstensis in Canada) – diecezja rzymskokatolicka w Kanadzie. Została erygowana w 1860 pod nazwą diecezja Chatham. W 1938 otrzymała obecną nazwę, w 2008 uzyskała obecny kształt terytorialny.

## Główne świątynie
- Katedra: Katedra Najświętszego Serca Jezusowego w Bathurst

## Biskupi diecezjalni
- James Rogers (1860 − 1902)
- Thomas Francis Barry (1902  − 1920)
- Patrice Alexandre Chiasson (1920 − 1942)
- Camille-André Le Blanc (1942 − 1969)
- Edgar Godin (1969 − 1985)
- Arsène Richard (1985 − 1989)
- André Richard (1989 − 2002)
- Valéry Vienneau (2002 − 2012)
- Daniel Jodoin (2013 – 2022)
- Michel Proulx OPraem (od 2024)